# Job (Arbeit)
Job (britisch: [ˈdʒɔb], amerikanisch: [ˈdʒɑːb]) ist ein Anglizismus, mit dem in der Umgangssprache eine temporäre, eher kurzfristige Tätigkeit ohne besonderen Qualifikationsnachweis oder eine Gelegenheitstätigkeit von Personen zwecks Einkommenserzielung verstanden wird. Den Gegensatz zum Job bildet der Beruf und die Berufung (Amt).

## Allgemeines
Die Wortherkunft ist nicht geklärt. Dem Online Etymology Dictionary zufolge stammt das Wort aus der im 16. Jahrhundert nachgewiesenen Phrase jobbe of worke für ein wenig Arbeit im Gegensatz zu dauerhafter Arbeit. Heute steht das Wort für Beschäftigung, Stellung, Geschäft oder Auftrag.
Auch in angelsächsischen Ländern ist die Abgrenzung zwischen Job und Beruf üblich. Während der „job“ hier eher als Nebentätigkeit verstanden wird, nennt man eine eher langfristige, mit Qualifikationsnachweisen versehene Tätigkeit „profession“ (lateinisch professio) oder „occupation“. Anders als beim Beruf wird beim Job eine innere Verantwortung oder eine Identifikation mit der Tätigkeit nicht vorausgesetzt. Deshalb ist tendenziell die Arbeitsmotivation bei Ausübung eines Jobs geringer als im Beruf. Das kommt im Verb „jobben“ als vorübergehend zwecks Einkommenserzielung aufgenommener Tätigkeit zum Ausdruck. Job ist eher eine kurzfristige, zufällige oder wechselnde Erwerbsarbeit. Diese Kurzfristigkeit ist im Ferienjob deutlich erkennbar. Da es in den USA überwiegend keine festen Berufsordnungen gibt, wird hier eine strenge begriffliche Trennung von „job“ und „occupation“ meist nicht vorgenommen.

## Abgrenzungen zum Beruf
Während der Begriff „Job“ der Verrichtung von Arbeit zur Selbsterhaltung oder Lebensunterhaltssicherung zugeordnet werden kann und keine Möglichkeit zur Identifikation mit der Tätigkeit bietet, spricht man von Beruf, um die soziale oder personale Funktion der Arbeit zu beschreiben. Während beim Beruf der Arbeitsinhalt und die Qualifikation von wesentlicher Bedeutung sind, steht beim Job die Einkommenserzielung im Vordergrund. Da der Job eine kurzfristig angelegte Tätigkeit ist, sind häufige Wechsel des Arbeitsplatzes wahrscheinlich, so dass – anders als beim Beruf – ein lebenslanger Verbleib am selben Arbeitsplatz („Lebensberuf“) nicht zu erwarten ist. Deshalb weist die Erwerbsbiographie keine kontinuierliche Entwicklung auf, sondern ist von Friktionen in der Karriereentwicklung geprägt. Job- oder Berufswechsel und Neuorientierungen kommen immer öfter vor und beeinträchtigen eine konstante Berufsplanung. Eine systematische Berufsausbildung ist bei Jobs nicht vorgesehen, so dass das Learning by Doing als Einarbeitung am Arbeitsplatz oft genügt. Untersuchungen bei Verwaltungsassistenten der University of Michigan hatten ergeben, dass 37 % ihre Tätigkeit als Job ansahen, 33 % als Berufung und 30 % als Beruf mit Karriere. Das bedeutet, dass es selbst bei homogenen Tätigkeiten zu unterschiedlichen Auffassungen über die Natur der Tätigkeit kommen kann. In einem gewissen Maße ist Arbeit auch das, was man daraus macht.

## Aus „Job“ gebildete Begriffe
Die deutsche Verwaltungssprache verwendet seit 2004 offiziell den Begriff beim Jobcenter. Im Rahmen der deutschen Arbeitsmarktreform entstanden Begriffe wie Midijob, Minijob oder 1-Euro-Job. Das öffentliche Recht verwendet hierbei den Begriff so wie er in der Umgangssprache auch vorgesehen ist, nämlich als vorübergehende Beschäftigung.
Ein typischer Begriff in der Industrie ist der Job-Stopper. Hierbei handelt es sich um ungeplant und unerwartet auftretende Arbeitshindernisse und Störungen im Arbeitsablauf, die zu einer Verzögerung im Arbeits- und Produktionsprozess führen. Job-Stopper sind insbesondere dann kritisch, wenn der betriebliche Fertigungsprozess unter Zeitdruck steht, weil etwa feste Lieferfristen einzuhalten sind. In der Massenfertigung (insbesondere Serienfertigung am Fließband) müssen fehlerhafte Produkte (Job-Stopper) aus dem Produktionsprozess herausgenommen werden, verlängern durch Nacharbeiten die Durchlaufzeit und können die Liefertreue beeinträchtigen.
In der Personalentwicklung hat man die Begriffe Training on the job (Ausbildung am Arbeitsplatz), off-the-job (innerbetriebliche oder externe Weiterbildung) oder near-the-job (Maßnahmen, die in enger inhaltlicher, zeitlicher und räumlicher Nähe zum Arbeitsplatz stattfinden) übernommen.
Job wird als Präfix unter anderem im Personalwesen für Job-Sharing (mehrere Mitarbeiter teilen sich einen Arbeitsplatz), Jobrotation (Wechsel von Aufgaben oder Funktionen auf Grundlage des Rotationsprinzips), Jobenlargement (Erweiterung der Arbeitsaufgaben mit gleichem Anforderungsprofil) oder Jobenrichment (Erweiterung der Arbeitsaufgaben mit höherem Anforderungsprofil) verwendet.